# Colorado Rockies (Baseball)

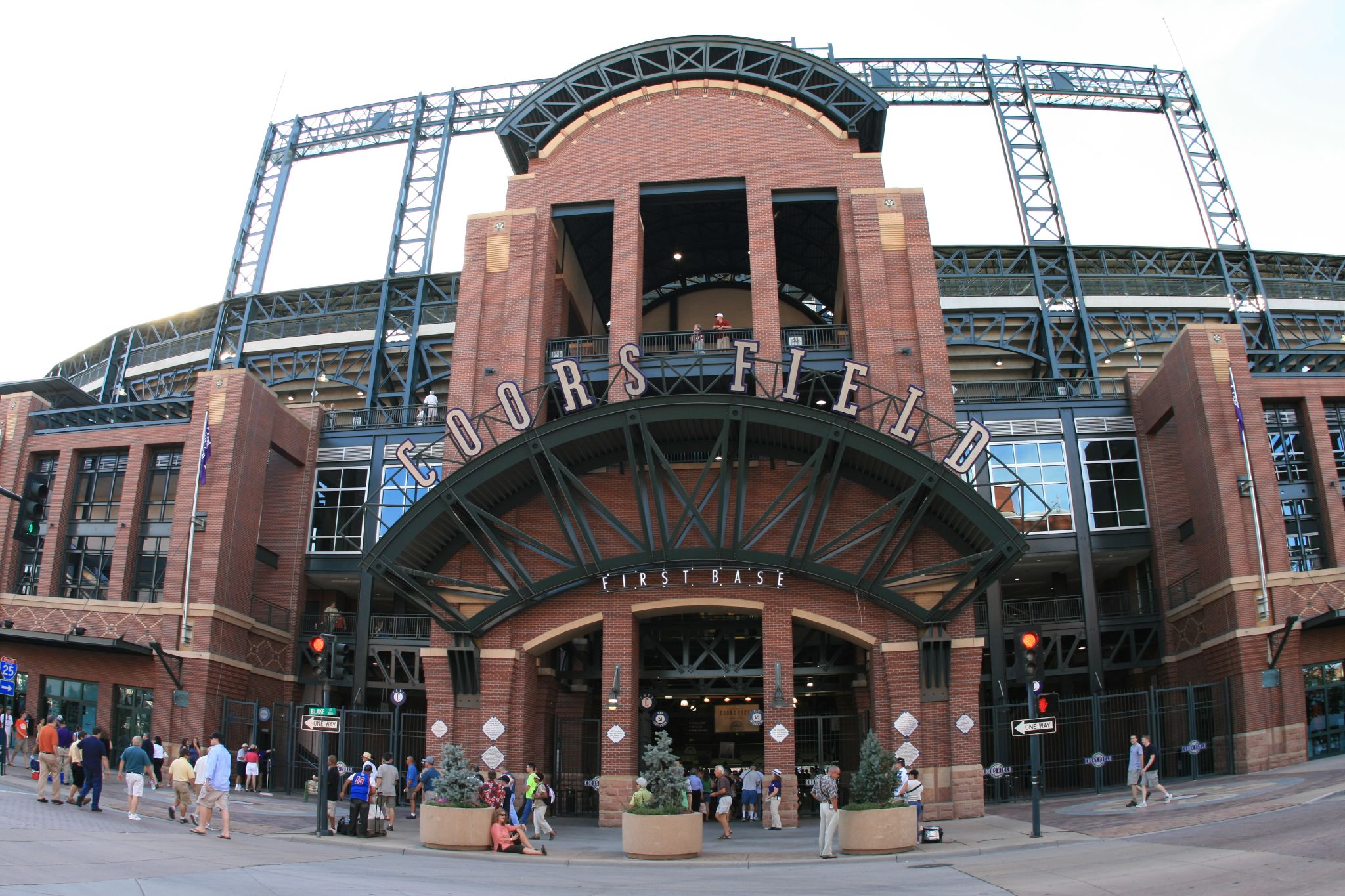
Außenansicht des Coors Field, der Heimspielstätte des Teams

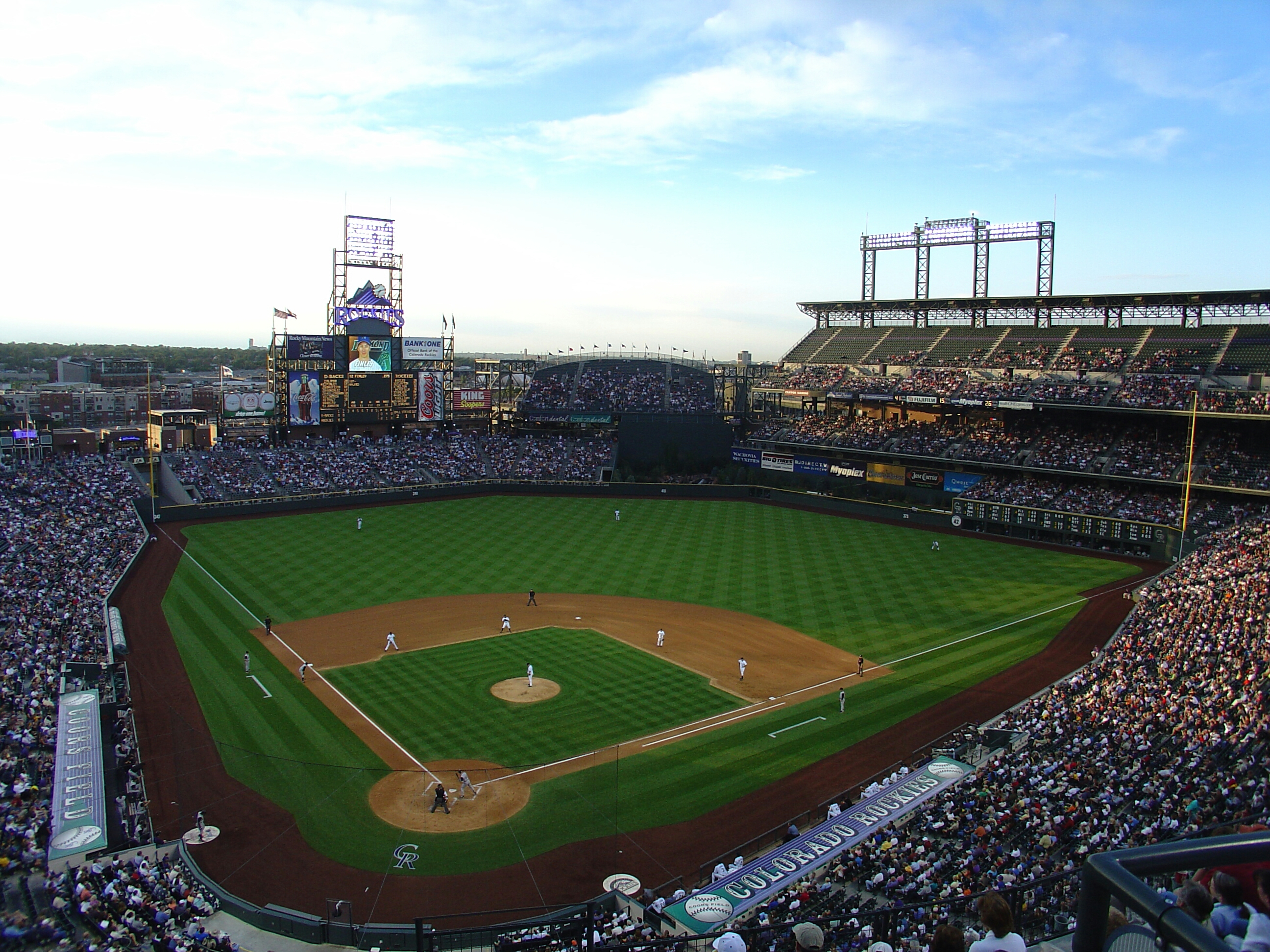
Blick in den Innenraum des Coors Field

Die Colorado Rockies sind ein Baseball-Team aus Denver im US-Bundesstaat Colorado, das 1993 gegründet wurde. Es spielt in der Western Division der National League.

## Geschichte

### Gründung der Rockies
Nachdem mehrere Versuche scheiterten, die MLB nach Colorado zu holen (z. B. durch die Umsiedlung der Pittsburgh Pirates nach Denver als Folge der Pittsburgh-Drogenprozesse 1985), schien Anfang der 1990er Jahre die Möglichkeit groß, eine Franchise in Denver zu gründen. Die Colorado-Baseball-Commission, geführt durch Larry Varnell, war erfolgreich, als sie Denver-Wähler dazu bewog, eine 0.1-Prozent-Verkaufssteuer zu genehmigen, um zu helfen, ein neues Baseballstadion zu finanzieren. Auch eine Gutachterkommission wurde 1990 von dem damals amtierenden Gouverneur von Colorado, Roy Romer, gebildet, um eine Besitzgruppe zu rekrutieren. Die ausgewählte Gruppe bestand u. a. aus John Antonucci, einem Ohio-Getränkeverteiler, und Michael I. Monus, Chef der Phar-MOR-Drogeriekette. Lokale und regionale Firmen wie Erie See, Hensel Phelps Aufbau, KOA Radio, und die Rocky Mountain News rundeten die Gruppe ab. Am 5. Juli 1991 genehmigte die National League Denver, Colorado und Miami, Florida, als die beiden neuen Städte für die Expansion der MLB. 
Die Colorado Rockies und die Florida Marlins begannen mit der Saison 1993 mit dem Spielbetrieb in der National League.

### Besitzerwechsel
Durch den Buchhaltungs- und Unterschlagungsskandal 1992 bei Phar-MOR war das Ansehen von Monus beschädigt. Er und Antonucci wurden gezwungen, ihre Anteile an den Rockies zu verkaufen. Jerry McMorris übernahm die Führung der Besitzergruppe. Sein Verhältnis zu den anderen Partnern war jedoch nicht so gut und seine Führungsrolle sank zunehmend, bis er schließlich 2005 herausgekauft wurde. Die Mannschaft wird zurzeit von Charlie Monfort (CEO) und seinem Bruder Dick Monfort gesteuert.

### 1993 – Erste Saison
Das erste Spiel in der Rockies-Geschichte fand am 5. April 1993 gegen die New York Mets im Shea Stadium statt. David Nied, welchen die Rockies als ersten Spieler im 1992 MLB Expansion Draft zogen, war der Starting-Pitcher in diesem Spiel. Die Rockies verloren 3:0. Das erste Heimspiel und der erste Sieg folgte vier Tage später im Mile High Stadium im Spiel gegen die Montreal Expos, welches 11:4 zu Gunsten der Rockies endete. Einer der denkwürdigsten Momente im Spiel und in der Geschichte der Rockies war der Homerun von 2. Base Spieler Eric Young, welchen er im zweiten Teil des 1. Innings als Leadoff Hitter schlug. Mehr als 80.000 Fans besuchten das Spiel, was einen neuen Zuschauerrekord bedeutete, welcher heute noch besteht. 
Wie bei vielen neuen Teams, hatten auch die Rockies im ersten Jahr Startprobleme. Das Team hatte u. a. im Mai einen Negativlauf von 2-17 und erst im September konnten die Rockies ihren ersten Siegmonat feiern. Zum Ende der Saison hatte das Team 67 Wins – ein neuer Rekord für ein National League Expansion Franchise. Trotz zahlreicher Niederlagen besuchten 4.483.350 Zuschauer die Heimspiele, was ebenfalls bis heute ungebrochener Rekord ist. Rockies 1. Base Spieler Andrés Galarraga gewann den Batting Titel mit einer Schlagquote von .370.

### Saison 1994
Am 17. April 1994 schlugen die Rockies die Montreal Expos und hatten zum ersten Mal in der Vereinsgeschichte mit 6-5 einen Winning Record (mehr Siege als Niederlagen). Jedoch blieb das das einzige Mal während der 94er-Saison. Mit 53 Siegen zu 64 Niederlagen belegten die Colorado Rockies den letzten Platz der Western Division der National League. Trotz der schlechten Bilanz des Clubs konnten sich einige Spieler hervorheben: Andres Galarraga schlug 31 Homers, Dante Bichette schlug 27 und der 33-jährige Mike Kingery, der in seiner bisherigen Karriere einen Schlagdurchschnitt von .252 hatte, hatte einen Durchschnitt von .349 in 301 at-bats. 
Der Verein führte nach 1993 zum zweiten Mal nacheinander die MLB in Zuschauerzahlen an. 3.281.511 Fans besuchten die Spiele der Rockies. 

### Saison 1995 – 1. Mal in den Playoffs
Vor der Saison 1995 erwarben die Rockies den Free-Agent Outfielder Larry Walker von den Montreal Expos. Zusammen mit Galarraga, Bichette und 3. Base Man Vinny Castilla bildete er die Gruppe „Blake-Street Bombers“ – benannt nach der Straße, an der das neue Baseballstadion Coors Feld lag. Das Quartett schlug in der 95er-Saison zusammen 139 Homeruns. 
Am 26. April 1995 debütierte die Mannschaft im neuen Baseballstadion Coors Field mit einem 11:9-Sieg gegen die New York Mets. Von den ersten acht Spielen der Saison konnten die Rockies sieben gewinnen. Am Ende der Spielzeit 1995 hatte das Team 77 Siege bei 67 Niederlagen und erreichte Platz 2 in der Western Division. Die Rockies zogen zum ersten Mal in der Clubgeschichte in die Playoffs ein, wo sie gegen die späteren World Series Champions Atlanta Braves nach 3 zu 1 Spielen den Kürzeren zogen.
Neben der schlagkräftigen Offensive zählte vor allem das Pitching mit einem ERA von 4.97 – bis 2006 (ERA: 4.66) das niedrigste in der Vereinsgeschichte – zu den Erfolgsfaktoren 1995. 
Erneut führten die Rockies die Liga bei den Zuschauerzahlen an.

### Saison 1996 und 1997
Mit allen Blake Street Bombers zurück im Team zählten die Rockies 1996 zum erweiterten Favoritenkreis, aber eine Verletzung von Larry Walker schadete dem Team. Walker spielte gerade einmal 83 Spiele und hatte einen Schlagdurchschnitt von .276 und 18 Homeruns. Der Outfielder Ellis Burks sprang in die Bresche und legte eine All-Star season hin: Schlagdurchschnitt von .344, 40 Homeruns und 128 RBIs. Neben Galarraga und Castilla war Burks einer von drei Spielern, die in dieser Saison vierzig oder mehr Homeruns schlugen. Mit 658 Runs stellte das Team einen neuen MLB-Rekord auf. Während sich die Offensive im Vergleich zur Vorsaison steigerte, konnte das Pitching 1996 nicht überzeugen. Mit einer 83-79-Bilanz wurden die Rockies nur dritter in ihrer Division und verpassten so die Playoffs. 
Mit einem Schlagdurchschnitt von .366, 49 Homeruns und 130 RBIs gewann Larry Walker 1997 als erster Spieler in der Clubgeschichte den NL Most Valuable Player Award. Walker wurde außerdem mit dem Gold Glove ausgezeichnet, ebenfalls als erster Rockie Spieler überhaupt. Erneut schafften drei Rockies (Walker, Galarraga und Castilla) jeweils 40 oder mehr Homeruns. Aber wie bereits in der 1996er-Saison führte schlechtes Pitching dazu, dass die Colorado Rockies erneut die Playoffs verpassten.

## Spielstätte
Ihre Heimspiele trägt die Mannschaft im Coors Field aus.
Coors Field gilt wie das Mile High Stadium, in dem die Rockies anfangs spielten, als sog. Batter's Park, weil die Bälle auf der Höhenlage von Denver (ca. 1600 m) deutlich besser fliegen als in anderen Stadien (ca. 10 % geringerer Luftwiderstand als auf Meereshöhe).

## Besondere Ehrungen

### Nicht mehr vergebene Nummern
- 17 Todd Helton
- 33 Larry Walker
- 42 Jackie Robinson (bei jedem Club der Major League Baseball)

## Minor-League-Teams der Colorado Rockies
- AAA: Albuquerque Isotopes, Albuquerque, New Mexico
- AA: Hartford Yard Goats, Hartford, Connecticut
- High-A: Spokane Indians, Spokane, Washington
- Low-A: Fresno Grizzlies, Fresno, Kalifornien
- Rookie: Arizona Complex League Rockies, Scottsdale, Arizona
- Rookie: Dominican Summer League Colorado, Santo Domingo, Dominikanische Republik
- Rookie: Dominican Summer League Rockies, Santo Domingo, Dominikanische Republik